# 诺伊巴尔特尔斯哈根
诺伊巴尔特尔斯哈根是德国梅克伦堡-前波莫瑞州的一个市镇。总面积17.41平方公里，总人口352人，其中男性185人，女性167人（2011年12月31日），人口密度20人/平方公里。